# Volčje (Bloke)
Volčje is een plaats in Slovenië en maakt deel uit van de gemeente Bloke in de NUTS-3-regio Notranjskokraška. De plaats telde 44 inwoners op 1 januari 2020.